# Mandevilla callista
Mandevilla callista är en oleanderväxtart som beskrevs av R. E. Woodson. Mandevilla callista ingår i släktet Mandevilla och familjen oleanderväxter. Inga underarter finns listade i Catalogue of Life.